# ایستگاه متروی شهید بهشتی (تبریز)
ایستگاه متروی شهید بهشتی یکی از ایستگاه‌های متروی تبریز است که در چهارراه شهید بهشتی (منصور سابق) و در خیابان امام خمینی واقع شده‌است. این ایستگاه، ایستگاه شمارهٔ ۱۰ خط یک است که در ۲۸ بهمن ۱۳۹۵ به بهره‌برداری رسید.

## مشخصات
ایستگاه متروی شهید بهشتی در چهارراه شهید بهشتی و در خط ۱ متروی تبریز قرار گرفته و از نوع عمیق است. مساحت کل ایستگاه ۸۱۰۷ متر مربع و دارای ۲ طبقه و ۲ ورودی است.